# 异枝砂藓
异枝砂藓（学名：Racomitrium heterostichum）为紫萼藓科砂藓属下的一个种。

## 扩展阅读
- 維基物種上的相關：异枝砂藓